# Jean-Baptiste d'Estrehan Honoré de Beaupré
Jean-Baptiste d'Estrehan Honoré de Beaupré, né en 1700 à Tours et mort le 26 février 1765 à la Nouvelle-Orléans, est un trésorier royal qui exerça en Louisiane française avant d'être rappelé en France, en raison de son opposition au gouverneur de la Louisiane Louis Billouart de Kerlerec.

## Biographie
Jean-Baptiste d'Estrehan Honoré de Beaupré naquit à Tours en 1700. Il était le fils de Jean Baptiste d'Estrehan (1672-1759), un trésorier du roi pour Paris et sa région et de Marguerite du Saunoy (1674-1773). 
Arrivé en Louisiane française en 1722, il est à l'origine de la lignée familiale d'Estrehan devenu Destrehan et le fondateur de la ville de Destréhan.
Marié à Jeanne Catherine de Gauvrit (1729-1773), ils auront trois filles et trois garçons, parmi lesquels Jean-Noël d’Estrehan (1759-1823), planteur propriétaire de la plantation Destrehan. Il a également une fille, Catalina, avec une esclave prénommée Geneviève. Catalina vécut 35 ans en tant qu'esclave avant de réussir à acheter sa liberté. Il possède au total 166 esclaves sur sa plantation,.
Vers 1760, le gouverneur de la Louisiane française, Louis Billouart de Kerlerec est accusé de détournement d'argent et d'avoir eu un comportement dictatorial. Il fait rappeler à Paris l'ordonnateur de la Louisiane française Vincent-Gaspard de Rochemore, l'officier de la marine Antoine Philippe de Marigny de Mandeville et le trésorier royal Jean Baptiste d'Estrehan. Mais ces derniers dénoncent ses méthodes dirigistes et la corruption. Finalement, Kerlerec est rappelé à Paris et jeté en prison en 1763. Il sera ensuite libéré en 1769 et enfin gracié une année plus tard, juste avant sa mort le 9 septembre 1770 à Paris. 
Jean-Baptiste d'Estrehan Honoré de Beaupré reviendra à la Nouvelle-Orléans où il s'éteindra le 6 février 1765. Son frère, Jean Baptiste Louis d'Estrehan Destours, sera son exécuteur testamentaire et se chargera de sa succession en Louisiane et sa sœur, Marguerite Marie d'Estrehan, (épouse du magistrat et futur maire de la Nouvelle-Orléans Étienne de Boré) sera également l'exécutrice testamentaire pour sa succession en France.